# Leki przeciwzakrzepowe
Leki przeciwzakrzepowe, antykoagulanty, leki hamujące krzepnięcie krwi – grupa leków spowalniających, utrudniających lub uniemożliwiających krzepnięcie krwi. Stosuje się je w profilaktyce zakrzepic różnego pochodzenia oraz w leczeniu istniejących zakrzepów w żyłach o powolnym przepływie krwi. Leki te są mało skuteczne w leczeniu i profilaktyce zakrzepów w tętnicach, które zwykle składają się głównie z czopów płytek krwi z niewielką zawartością fibryny.
Niektórymi antykoagulantami konserwuje się także krew pobraną do badań, co – dzięki ich działaniu przeciwzakrzepowemu – umożliwia przetrzymywanie próbki, w odpowiednich warunkach, przez długi czas.

## Podział

### Podział fizjologiczny
- leki hamujące aktywność trombiny
- inhibitory czynnika Xa
- aktywna postać białka C
- antagonisty witaminy K
- leki defibrynujące
- leki przeciwpłytkowe
- środki przeciwzakrzepowe działające in vitro[2]

### Podział praktyczny
Z praktycznego punktu widzenia antykoagulanty dzieli się na leki doustne i parenteralne, a i w każdej z tych grup występują leki zaliczane, ze względu na mechanizm działania, do pośrednich albo bezpośrednich inhibitorów osoczowych czynników krzepnięcia.

## Przegląd leków przeciwzakrzepowych

### Antagonisty witaminy K
Jest to bardzo niejednorodna grupa leków, ale zdefiniowana przez jedną wspólną cechę, mianowicie brak możliwości wpływania bezpośrednio na czynniki kaskady krzepnięcia. Ich działanie polega na aktywacji inhibitorów układu krzepnięcia (protrombina III) albo wpływie na syntezę czynników krzepnięcia. Jest to grupa historycznie starsza, niemniej ciągle intensywnie stosowana.

#### Struktura i przykłady

Acenokumarol

Warfaryna

Pod względem budowy chemicznej antagonisty witaminy K można podzielić na:
- pochodne 4-hydroksykumaryny:
  - acenokumarol (Acenocumarol WZF, Sintrom, Syncumar)
  - dikumarol
  - etylobiskumacetat
  - fenprokumon (Marcumar)
  - tiokromarol
  - warfaryna (Warfin)
- pochodne indan-1,3-dionu:
  - anisyndion (Miradon)
  - fenindion (Dindevan)
  - fluindion
  - kloryndion

#### Mechanizm działania
Ich bezpośrednie działanie polega na hamowaniu enzymu reduktazy epoksydu witaminy K, który katalizuje reakcję regeneracji witaminy K do postaci zredukowanej.
Bez tej postaci witaminy K, czynniki krzepnięcia takie jak: II, VII, IX, X oraz białka C i S syntetyzowane w wątrobie, nie mogą być aktywowane przez
γ-karboksylację reszt glutaminianowych przy N-końcu cząsteczki. Dopiero w tej postaci mogą one wiązać kationy wapnia (Ca2+) i uczestniczyć w procesie krzepnięcia krwi.
Rezultatem działania leków z grupy antagonistów witaminy K jest zahamowanie aktywacji czynników krzepnięcia i zmniejszenie krzepliwości krwi. Ten efekt hamujący dotyczy wyłącznie nowo zsyntetyzowanych cząsteczek i nie działa na już aktywne, krążące czynniki krzepnięcia. Z tego względu, występuje opóźnienie wystąpienia ich właściwego działania terapeutycznego, które trwa nawet kilka dni.

#### Zastosowanie
Wskazania do stosowania antagonistów witaminy K:
- zakrzepica żył głębokich[1]
- zatorowość płucna i ryzyko innych zatorów[1]
- migotanie przedsionków[1]
- zapobieganie zatorom po wszczepieniu sztucznej zastawki serca[1]

Antagonisty witaminy K nie są lekami z wyboru w zakrzepicy tętnic mózgowych ani niedrożności tętnic – w tych schorzeniach skuteczniejsze są leki przeciwpłytkowe, na przykład kwas acetylosalicylowy.
Pełna skuteczność leku obserwowana jest z reguły po 2–3 dniach. Jeśli pacjent wymaga natychmiastowego działania przeciwzakrzepowego, powinno się zastosować drobnocząsteczkowe heparyny, a nie leki doustne. U pacjentów niewymagających natychmiastowego działania można stopniowo zwiększać dawkę leków doustnych.
Dawkę leku dobiera się na podstawie szybkości krzepnięcia krwi danego pacjenta, którą ocenia się przez pomiar czasu protrombinowego.

### Leki hamujące aktywnośćtrombiny[2]

#### Hirudyny i ich pochodne
Prekursorem tej grupy leków przeciwzakrzepowych jest hirudyna – białko należące do bezpośrednich inhibitorów trombiny i wytwarzane przez gruczoły ślinowe gardzieli pijawek żywiących się krwią (na przykład pijawki lekarskiej, Hirudo medicinalis).
- lepirudyna
- dezyrudyna (Revasc)
- biwalirudyna (Angiox)
- hiruden
- hirulog

#### Argatroban i dabigatran
Argatroban jest podawany dożylnie, a dabigatran (Pradaxa) doustnie. Ximelagatran po wprowadzeniu na rynek wielu krajach (oprócz Stanów Zjednoczonych), w 2006 roku producent firma farmaceutyczna AstraZeneca zdecydowała się na wycofanie leku ze wszystkich rynków po doniesieniach o zaobserwowanej hepatoksyczności.
W fazie badań klinicznych są leki pokrewne: napsagatran, inogatran i melagatran.

#### Heparyna i leki heparynopodobne
Zalicza się do nich:
- heparynę niefrakcjonowaną
- heparyny drobnocząsteczkowe: nadroparyna (Fraxiparine), tinazaparyna, enoksaparyna, dalteparyna (Fragmin), certoparyna, ardeparyna, rewiparyna, parnaparyna (Fluxum), bemiparyna (Zibor)

### Inhibitory czynnika Xa
- pentasacharydy: fondaparynuks (Arixtra), idraparynuks
- heparynoidy: sulodeksyd, danaparoid
- tak zwane ksabany: rywaroksaban (Xarelto), apiksaban (Eliquis), edoksaban (Savaysa)[3].

Efektywność tych leków zależy od bezpośredniego blokowania czynników krzepnięcia (w powszechnie stosowanych preparatach albo trombiny, albo czynnika Xa), nie zależy natomiast od obecności w osoczu innych czynników (na przykład antytrombiny, koniecznej do działania heparyn). Nie wpływają one na syntezę czynników krzepnięcia (tak jak działają antagonisty witaminy K).
Ponieważ w znacznym stopniu wydalane są przez nerki, przy ich stosowaniu ważna jest ocena czynności nerek (przy użyciu wzoru Cockcrofta-Gaulta). W ciężkiej niewydolności nerek ksabany są przeciwwskazane, a w umiarkowanej należy zmniejszyć dawkę i stosować ostrożnie.
Doustne preparaty będące wybiórczymi inhibitorami aktywnego czynnika X określane bywają wspólnym akronimem NOAC (rozwinięcie skrótowca to początkowo novel oral anticoagulants, a obecnie non-VKA oral anticoagulants, przy czym VKA to vitamin K antagonists) lub DOAC (direct oral anticoagulants). Do grupy NOAC/DOAC często zalicza się też inne nowe leki, zwłaszcza dabigatran.

### Aktywne białko C
- drotrekogina α – lek wytwarzany metodami inżynierii genetycznej. Znajduje zastosowanie lecznicze w posocznicy i wstrząsie septycznym oraz niedoborze białka C.

### Leki przeciwpłytkowe
- kwas acetylosalicylowy
- tiklopidyna, klopidogrel i prasugrel
- tikagrelor, elinogrel i kangrelor
- prostacyklina i jej analogi
- dipirydamol
- cylostazol
- worapaksar, atopaksar
- abcyksymab, eptyfibatyd, tyrofiban